# بخش کرین (شهرستان پاولدینگ، اوهایو)
بخش کرین (به انگلیسی: Crane Township) یک منطقهٔ مسکونی در ایالات متحده آمریکا است که در شهرستان پولدینگ، اوهایو واقع شده‌است.
 بخش کرین ۹۴٫۵ کیلومتر مربع مساحت و ۱٬۵۳۰ نفر جمعیت دارد و ۲۱۹ متر بالاتر از سطح دریا واقع شده‌است.